# Michel Parmentier (football)
Pour les articles homonymes, voir Parmentier.
Ne doit pas être confondu avec le peintre Michel Parmentier.
Michel Parmentier, né le 1er avril 1948 au Houlme, est un footballeur français qui évoluait au poste d'attaquant.

## Carrière
Club
- 1967-1972 :  Union sportive quevillaise : 36 matchs / 9 buts
- ? - 2009 : US Fresquiennes : Vétérans
- 2008-2015 : ASL Sierville : Dirigeant de l'équipe vétérans.
- 2010-2016 : Houlme-Bondeville FC : Dirigeant

Sélection
- 1 match avec l'équipe de France de football lors des Jeux olympiques d'été de 1968